# ليالي الكوكايين (رواية)
ليالي الكوكايين (بالإنجليزية: Cocaine Nights) هي رواية للكاتب الإنجليزي جيه جي بالارد، نشرت عام 1996، عن دار نشر فلامنغو. تتناول الرواية فكرة المجتمعات الديستوبية التي تحافظ على توازنها الظاهر المثالي من خلال عدد من الأسرار المظلمة

## القصة
بطل القصة، تشارلز برينتيس، يذهب إلى "إستريلا دي مار" لإنقاذ شقيقه فرانك المسجون، الذي تم اعتقاله بتهمة التحريض على هجوم بالحرق قتل خمسة أشخاص. عند وصوله والتحدث مع شقيقه، يكتشف تشارلز، وهو في حالة من الرعب، أن شقيقه اعترف بكل شيء ولا يهتم بمحاولة الهروب من اعترافه. في غضون أيام قليلة، يجد تشارلز نفسه غارقًا في عالم "إستريلا دي مار" الغريب، ويتعرف على المزيد من أسراره المظلمة، ويقلل من قضاء الوقت في القلق على شقيقه.
بينما يتم التلاعب به باستمرار وهو يعتقد أنه يكشف الحقيقة، يجد تشارلز نفسه في النهاية خارجًا عن السيطرة، في قلب كارثة محققة، وعند هذه النقطة يبدأ أخيرًا في فهم ما حدث لشقيقه.

## روابط خارجية
- ليالي الكوكايين على موقع الموسوعة البريطانية (الإنجليزية)